# Władimir Gabułow
Władimir Borisowicz Gabułow (ros. Владимир Борисович Габулов, oset. Гæбулты Борисы фырт Владимир, ur. 19 października 1983 w Mozdoku, Osetia Północna) – rosyjski piłkarz, bramkarz, pochodzenia osetyjskiego, reprezentant Rosji.

## Kariera
Jest wychowankiem szkoły sportowej w Mozdoku. Pod koniec lat 90. zaczął grać w lokalnym klubie piłkarskim FK Mozdok, w barwach którego w sezonie 1999 zadebiutował w rozgrywkach Drugiej Dywizji. W sezonie 2001 został zawodnikiem pierwszoligowego Dinama. 11 marca 2001 zadebiutował w ekstraklasie w przegranym 0–1 meczu z Kryljami Sowietow Samara. Po przegranej rywalizacji o miejsce w bramce moskiewskiego klubu z reprezentantem Azerbejdżanu Dmitrijem Kramarenką w drugiej rundzie sezonu 2001 wzmocnił zespół Ałanii Władykaukaz, gdzie przez kolejne półtora roku był graczem podstawowej jedenastki. W sezonie 2003 stracił miejsce w składzie, a później przeniósł się do CSKA Moskwa, gdzie przez kolejne sezony (2004–2006) również odgrywał rolę rezerwowego, bezskutecznie rywalizując z reprezentantem kraju Igorem Akinfiejewem oraz Wieniaminem Mandrykinem. W ligowym meczu CSKA zadebiutował dopiero 1 kwietnia 2006, gdy w derbach ze Spartakiem Moskwa (1–1) zastąpił w bramce Akinfiejewa.
Przełomem w jego karierze był sezon 2007. Został wówczas pierwszym bramkarzem Kubania Krasnodar i trafił do kadry reprezentacji Rosji, choć jego klub ostatecznie znalazł się w strefie spadkowej. W kolejnym sezonie został wypożyczony do zespołu Amkar Perm. W nowej drużynie po raz pierwszy wystąpił 15 marca 2008 w meczu z FK Chimki (3–0). W maju 2008 ponownie zasilił szeregi drużyny Dinamo Moskwa.
W 2011 roku Gabułow przeszedł do Anży Machaczkała, a od sezonu 2013/2014 do końca sezonu 2015/2016 ponownie grał w moskiewskim Dinamie. Od lata 2016 do końca 2017 roku występował w Arsienale Tuła. Na początku 2018 trafił do Club Brugge.
| Sezon   | Klub                | Kraj   | Rozgrywki       | Mecze | Bramki |
| ------- | ------------------- | ------ | --------------- | ----- | ------ |
| 1999    | FK Mozdok           | Rosja  | Wtoroj diwizion | 18    | -      |
| 2000    | FK Mozdok           | Rosja  | Wtoroj diwizion | 15    | -      |
| 2001    | Dinamo Moskwa       | Rosja  | Priemjer-Liga   | 11    | -      |
| 2001    | Ałanija Władykaukaz | Rosja  | Priemjer-Liga   | 14    | -      |
| 2002    | Ałanija Władykaukaz | Rosja  | Priemjer-Liga   | 24    | -      |
| 2003    | Ałanija Władykaukaz | Rosja  | Priemjer-Liga   | 6     | -      |
| 2004    | CSKA Moskwa         | Rosja  | Priemjer-Liga   | -     | -      |
| 2005    | CSKA Moskwa         | Rosja  | Priemjer-Liga   | -     | -      |
| 2006    | CSKA Moskwa         | Rosja  | Priemjer-Liga   | 3     | -      |
| 2007    | Kubań Krasnodar     | Rosja  | Priemjer-Liga   | 29    | -      |
| 2008    | Amkar Perm          | Rosja  | Priemjer-Liga   | 10    | -      |
| 2009    | Dinamo Moskwa       | Rosja  | Priemjer-Liga   | 23    | -      |
| 2010    | Dinamo Moskwa       | Rosja  | Priemjer-Liga   | 21    | -      |
| 2011/12 | CSKA Moskwa         | Rosja  | Priemjer-Liga   | 7     | -      |
| 2011/12 | Anży Machaczkała    | Rosja  | Priemjer-Liga   | 11    | -      |
| 2012/13 | Anży Machaczkała    | Rosja  | Priemjer-Liga   | 27    | -      |
| 2013/14 | Anży Machaczkała    | Rosja  | Priemjer-Liga   | 5     | -      |
| 2013/14 | Dinamo Moskwa       | Rosja  | Priemjer-Liga   | 20    | -      |
| 2014/15 | Dinamo Moskwa       | Rosja  | Priemjer-Liga   | 22    | -      |
| 2015/16 | Dinamo Moskwa       | Rosja  | Priemjer-Liga   | 23    | -      |
| 2016/17 | Arsienał Tuła       | Rosja  | Priemjer-Liga   | 13    | -      |
| 2017/18 | Arsienał Tuła       | Rosja  | Priemjer-Liga   | 20    | -      |
| 2017/18 | Club Brugge         | Belgia | Eerste klasse   |       |        |

## Kariera reprezentacyjna
Swoimi występami w Kubaniu Krasnodar zwrócił uwagę selekcjonera rosyjskiej kadry Guusa Hiddinka, który wystawił go po raz pierwszy 22 sierpnia 2007 w towarzyskim meczu przeciwko Polsce (2–2). Mając na koncie 2 reprezentacyjne występy, wobec kontuzji Akinfiejewa i słabej formy rezerwowego Wiaczesława Małafiejewa został wystawiony w kluczowym dla Rosji spotkaniu z Anglią w eliminacjach Euro 2008. Mecz rozegrany 17 października 2007 w Moskwie zakończył się zwycięstwem Sbornej 2–1.
Na etapie przygotowań do finałów Euro 2008 Gabułow wrócił do roli rezerwowego w reprezentacji. Uzyskał jednak powołanie do kadry na Mistrzostwa, na których ma pełnić rolę rezerwowego dla Igora Akinfiejewa.

## Sukcesy
- mistrzostwo Rosji 2005, 2006, Puchar UEFA 2005 z CSKA Moskwa
- finał Pucharu Rosji 2008 z Amkarem Perm
- awans do Mistrzostw Europy z reprezentacją Rosji